# Pavel Novák (fotbalista)
Pavel Novák (* 30. listopad 1989 Jindřichův Hradec) je český profesionální fotbalista, který hraje na pozici středního obránce. V současnosti hraje v druhé České lize za FC Silon Táborsko. Nejvíce zápasů odehrál za SK Dynamo České Budějovice.

## Kariéra
Svoji kariéru začal v rodném TJ Slovan Jindřichův Hradec, odkud přestoupil do SK Dynamo České Budějovice. Zde se také dostal do seniorské kategorie, ale působil pouze v rezervním klubu. Až teprve v roce 2010 dostal prostor zahrát si za A-tým, ale následně po konci smlouvy přestoupil do FC MAS Táborsko. V létě 2011 se ale vrátil zpět do Dynama. Působil zde až do roku 2022, kdy se rozhodl pro odchod do ASKÖ Donau Linz. Po roce se vrátil do Česka a podepsal v Táborsku.